# Тахіонна конденсація
Тахіо́нна конденса́ція — процес у фізиці елементарних частинок, під час якого система знижує свою енергію за рахунок спонтанного продукування частинок. Кінцевим результатом цього є «конденсат» частинок, що заповнює об'єм системи. Тахіонна конденсація тісно пов'язана з фазовими переходами другого порядку.

## Загальний огляд
Тахіонна конденсація є процесом, під час якого тахіонне поле — зазвичай скалярне — з комплексною масою породжує конденсат та досягає мінімуму потенціальної енергії. Хоча поле тахіонне (та нестабільне) біля початкової точки — локального максимуму потенціалу — воно набуває невід"ємної маси (та стає стабільним) біля мінімуму.
Поява тахіонів є потенційно серйозною проблемою для будь-якої теорії. Прикладами тахіонних полів, схильних до конденсації є всі випадки спонтанного порушення симетрії. У фізиці конденсованої речовини таким прикладом є феромагнетизм. У фізиці елементарних частинок найбільш відомим прикладом є механізм Хіггса в стандартній моделі, що порушує електрослабку симетрію.

## Процес конденсації
Попри те, що поняття уявної маси сумнівне, скалярне поле справді квантоване. Навіть для тахіонного квантованого поля польові оператори комутують (або антикомутують) в точках, розділених просторовоподібним інтервалом, що зберігає причинність. Завдяки цьому інформація поширюється зі швидкістю, меншою за швидкість світла. Уявність маси означає нестабільність системи що розв'язки зростатимуть експоненціально, але не з надсвітловою швидкістю (без порушення причинності). Тахіонна конденсація переводить систему в стабільний стан, де не існує жодних фізичних тахіонів. Нульове значення поля відповідає локальному максимуму потенціальної енергії, що подібно до кульки на вершечку горба. Найменший імпульс (що обов'язково станеться внаслідок квантових флуктуацій) призведе до того, що поле покотиться вниз з експоненційно зростаючими амплітудами в напрямку локального мінімуму. Коли тахіонне поле досягає мінімуму потенціалу, його кванти вже не є тахіонами, а мають додатній квадрат маси, такий, як у бозона Хіггса.

## Тахіонна конденсація в теорії струн
У пізніх 1990-х Ашоке Сен припустив, що тахіони описуються відкритими струнами, що пов'язані з D-бранами в теорії струн, та відображають нестабільність D-бран щодо їхньої повної анігіляції. Повна енергія, що переноситься цими тахіонами, обчислена в польовій теорії струн. Вона узгоджується з повною енергією D-бран. Інші тести також підтримали припущення Сена. Таким чином на початку 2000-х тахіони стали галуззю активних зацікавлень.